# Enrique Piñeyro y Barri
Enrique Piñeyro y Barri (L'Havana, Cuba, 1839 - idem. 1911), fou un periodista, historiògraf, crític i assagista cubà. Va ser un intel·lectual posicionat a favor de la independència cubana. La seva obra es divideix entre la història i la crítica.
Estudià en el Col·legi del Salvador, en el qual amb el temps en fou profesor de Història i Literatura, es gradua d'advocat el 1863 i dedicat a les lletres col·laborà a Brisas de Cuba, El siglo, Revista Habanera, Noches literarias, etc. El 1861 passà a Europa visitant Espanya, França i Itàlia i al seu retorn col·laborà en la Revista del Pueblo. El 1869 anà a Nova York desenvolupant el secretariat de la Legació de Morales Lemus. El 1870 dirigí La revolución, i después fundà El Mundo Nuevo.
En aquell temps començà la seva Historia de la literatura española, i va escriure: Biografia del general San Martín (1870), i Morales Lemus y la revolución de Cuba (1872). El 1875passà a América del Sud, i d'allà a França, retornant a Cuba después del Zanjón i per fi passà a residir a París.
Donà algunes interessants conferències, entre elles una en el Cerro sobre <Dante i la Divina Comèdia>, i una altra a Guanabacoa sobre <Madame Roland>. El 1880 a Nova York publicà els seus Estudios y conferencias, i a Madrid el 1883 Poetas famosos del siglo XIX.